# Житловий район
Житловий район, Селітебна територія, також сельбищна територія — земельні ділянки, зайняті містами і населеними пунктами міського типу, а також призначені для містобудування. Тут розміщуються житлові квартали, ділянки культурно-побутових і суспільних будівель, зелені насадження суспільного призначення, вулиці, площі. Селітебні території займають приблизно 50-60 % території міста.
Селітебні території, на відміну від промислових і комерційних, можуть повністю виключати бізнес і промисловість. Однак на цій території можуть розміщуватися окремі житлово-комунальні чи промислові підприємства, які не потребують облаштування навколо них санітарно-захисних зон. 
Житлові райони класифікують за моделлю концентричної зони й іншими схемами міської географії. Житлове зонування зазвичай передбачає менший FAR (коефіцієнт площі), ніж ділове, комерційне або промислове/виробниче зонування. Житло селітебної території може значно різнитися між собою. Це може бути житло на одну сім'ю, житло на кілька сімей, мобільні будинки тощо.
Мешканці житлових районів більшою чи меншою мірою (залежно від наявності послуг, місць працевлаштування тощо) повинні користуватися автотранспортом або іншим транспортом, тому селітебне планування передбачає розвиток земель відповідно до наявної чи планової транспортної інфраструктури, наприклад, залізниці й автошляхів. 

## Зноски
1. ↑  житловий район. GEMET[de]. Процитовано 3 вересня 2024.